# Farrowia seminuda
Farrowia seminuda är en svampart som först beskrevs av Lawrence Marion Ames, och fick sitt nu gällande namn av David Leslie Hawksworth 1975. Farrowia seminuda ingår i släktet Farrowia och familjen Chaetomiaceae.   Inga underarter finns listade i Catalogue of Life.